# Věra Jičínská
Věra Jičínská, křtěná Veronika Alma Laura (3. července 1898 Petřkovice – 27. března 1961 Praha) byla česká malířka, grafička a fotografka.

## Život

### Mládí
Věra Jičínská se narodila 3. července 1898 v Petřkovicích, které jsou od roku 1976 součástí Ostravy. Její otec Jaroslav Jičínský byl vrchním báňským radou a matka Gisela rozená Spothová měla velký vliv na budoucí uměleckou kariéru své dcery. Měla o dva roky starší sestru Jarmilu a o šest let mladšího bratra Jaroslava. Věra Jičínská pocházela z významných rodin s hornickou tradicí, ve kterých ale nechyběly umělecké sklony. Její dědeček z otcovy strany Vilém Jičínský byl důlním inženýrem, ale zajímal se také o umění. Absolvoval dva semestry architektury na Akademii výtvarných umění v Praze, než se definitivně rozhodl pokračovat v rodinné tradici práce v důlním průmyslu.
Dětství a dospívání Věry Jičínské bylo spojeno s okolím Brna. Jaroslav Jičínský se v roce 1901 stal ředitelem Rosické báňské společnosti a rodina se přestěhovala do obce Boží požehnání (dnešní Zastávky u Brna). V roce 1909 nastoupila na dívčí lyceum Vesna, kde v roce 1916 složila maturitní zkoušku. Studium na Vesně ji dalo na tehdejší dobu pro ženu velmi dobré vzdělání. Studovala také kreslení nebo dějiny umění, pro další studia ji byly užitečné také jazyky, němčiny a francouzštiny. Při studiu docházela na soukromé hodiny kresby k akademickému malíři Vojtěchu Doležilovi. Z jejich pozdější korespondence lze vyčíst, že Jičínskou a jejího manžela pojilo s Doležilem pevné přátelství. Věra Jičínská si dlouho po ukončení školy udržovala spojení s Vesnou, spolek finančně podporovala a spolupracovala zvláště s Růženou Schützovou, která vedla spolek od roku 1919.
V roce 1913 získal Jaroslav Jičínský místo ředitele dolů v Pécsi (Pětikostelí) v Uhrách. Věra Jičínská během svých studií v zahraničí svou rodinu v Pécsi často navštěvovala.

### Studium výtvarého umění v zahraničí
V průběhu první světové války v roce 1916 nastoupila Věra Jičínská na Uměleckoprůmyslovou školu v Praze po neúspěšných zkouškách na vídeňskou akademii. Nejprve absolvovala všeobecný základ a nato nastoupila do grafické speciálky Františka Kysely. Ve stejném čase navštěvovala kurzy krajináře Ferdinanda Engelmüllera. Poté v letech 1922–1923 studovala v Mnichově na Kunstgewerbeschule u profesora Fritze Helmutha Ehmckeho. Již tehdy začala snít o Paříži, a tam v roce 1923 odcestovala. V Paříži pobývala až do roku 1931. Studovala na soukromé Académie moderne u Othona Friesze, kde přišla do styku s kubismem. V následujících letech prošla studiem Fernarda Légera a Andre Lhoteho. Škola, kterou prošla u Andre Lhoteho a ve které byla nejdéle, byla náročná. Přestože její učitel nestrpěl odchylky z vlasního pojetí obrazu, vyžadoval od svých žáků svůj řád malby, Věra Jičínská neustrnula ve vlastním uměleckém rozvoji. Nicméně jsou na jejím díle patrné známky jeho vlivu.
Během roku 1925 se Jičínská podílela na přípravě československého pavilonu pro Mezinárodní výstavu dekorativního a průmyslového moderního umění v Paříži.
Při svých zahraničních cestách navázala mnohá přátelství s dalšími malíři, ale i jinými umělci. V Mnichově se seznámila s malířkou Hanou Bernkopfovou (Hladíkovou), v Paříži s celou skupina českých umělců - Martou Jiráskovou, Františkem Muzikou, Mary Duras, Janem Zrzavým, Bohuslavem Martinů atd.
Věra Jičínská se 15. listopadu 1930 v Paříži vdala za akademického malíře Prokopa Laichtera (1898–1975), syna nakladatele Jana Laichtera. Prokop Laichter byla jejím spolužákem z Uměleckoprůmyslové školy. Byla jeho druhou manželkou a měli společně jedinou dceru Danu Görnerovou-Laichterovou, která se narodila 4. května 1937. V roce 1931 Věra Jičínská opustila Paříž a vrátila se zpět do Československa.

### Zpátky v Československu
Přestože se Věra Jičínská po roce 1931 usadila natrvalo v Praze, letní měsíce trávila v Orlických horách a často cestovala. Cestováním ostatně trávila čas již za studií v Paříži, kdy s přáteli podnikala cesty po Francii, Anglii, Skotsku, Španělsku nebo Belgii. Po přesunu do Prahy procestovali s manželem velkou část Slovenska, kde se Jičínská věnovala také focení. V roce 1936 navštívila také Polsko a Rusko.
Spolu se svým manželem měla zařízený byt s ateliérem v Laichterově domě, který si nechal postavit její tchán na pražských Vinohradech podle návrhu Jana Kotěry.
Vlastními fotkami i kresbami dolňovala své vlastní novinové články. Spolupracovala například s deníkem Prager Presse nebo časopisem Rodina.
V roce 1952 se s ní při restaurátorských pracích zřítilo lešení a těžce se zranila. Následky úrazu postupně snižovaly její umělecké a pracovní možnosti. Věra Jičínská zemřela 27. března 1961 v Praze.

### Nadační fond Věry Jičínské
Nadační fond Věry Jičínské byla založen 15. září 2015 v Rychnově nad Kněžnou z popudu její dcery Dany Görnerové-Laichterové a jejího manžela Jiřího Görnera. Nadační fond podporuje a realizuje akce s cílem rozvíjet odkaz a popularizovat dílo Věry Jičínské, a to v Čechách i v zahraničí, především ve Francii, Německu, Maďarsku a na Slovensku.

## Dílo
První dochovaná kresba Věry Jičínské pochází z roku 1915. Jedná se o velikonoční pozdrav zaslaný z Rakouska, kde pobývala na rekonvalescenci po zápalu plic.
První dochované obrazy svědčí o vlivu purismu a kubismu. Nejvíce její pařížskou tvorbu poznamenal André Lhote. Pod jeho vlivem se po roce 1925 postupně odpoutala od kubizujících tvarů a začala malovat v duchu neoklasicismu. Námětově v její tehdejší tvorbě převládaly především ženské akty. Kolem roku 1930 se na jejích obrazech zintenzívnila barevnost a uvolnily tvary, což bylo předzvěstí radikální proměny její tvorby, která nastala po roce 1931, kdy se vrátila do Čech. Některé obrazy z roku 1935 se pohybují na pomezí abstrakce.
Po návratu do Československa se u ní znovu začala objevovat barva jako hlavní prvek obrazové představy a skladby. Prostředí Čech se také stalo častým motivem jejích obrazů. Zobrazovala Český ráj, Dobrušsko, Trutnovsko, Písecko a nezřídka také Prahu.
Tematické náměty její celoživotní práce byli ženský akt, mateřství, exotismy a tanec.
Největší sbírku děl Věry Jičínské vlastní v současné době Vlastivědné muzeum v Dobrušce, kam se díla dostala díky daru od Prokopa Laichtera na konci 60. let 20. století. Jsou zastoupeny všechny techniky, kterými Jičínská v průběhu let tvořila (grafika, kresby, akvarely, či oleje) a také je znatelný vliv východních Čech v jejím díle. Některá díla jsou inspirována krajinou Orlických hor i Dobruškou. Další větší soubor je spravován Nadačním fondem Věry Jičínské.

### Výstavy
Zde je uveden chronologický přehled významných výstav Věry Jičínské:
- 1925 - salon Des Indépendants, Paříž[27]
- 1926 - Souborná výstava Věry Jičínské - Nemzeti Szalon, Budapešť
- 1927 - Věra Jičínská: Souborná výstava - Alšova síň Umělecké besedy, Praha
- 1936 - Souborná výstava Věry Jičínské - Galerie SVU v hotelu Passage, Brno
- 1941 - Věra Jičínská - Topičův salon, Praha
- 1942 - Věra Jičínská - Pavilon Aleš, Brno
- 1943 - Věra Jičínská - Dům umění, Ostrava
- 1943 - Věra Jičínská - Městské muzeum, dnes Muzeum východních Čech, Hradec Králové[28]
- 1947 - souborná retrospektivní výstava - Vlastivědné muzeum v Dobrušce[27]
- 1988 - Český neoklasicismus dvacátých let II: Mezi klasickým řádem a selankou - Galerie hlavního města Prahy, Praha

### Obrazy
1. Odraz: 1936, olej
2. Žlutý interiér: 1936, olej
3. Ženský půlakt (Lydia Wisiaková): 1927, olej
4. Portrét z profilu: olej
5. Tuláci: 1932, olej, 64 cm × 79,5 cm
6. Dívka s rezavými vlasy : 1930, pastel
7. Bretaňské domy: 1929, olej
8. Pařížské střechy: 1923, olej
9. Podzimní akord II: 1936, olej
10. Postavy v krajině: 1934, olej, 65 cm × 115 cm
11. Na nábřeží: 1942, pastel, výřez pasparty 50 cm × 73 cm, celkově 74 cm × 97 cm
12. Orient: 1926, olej, 73,5 cm × 60 cm, s rámem 85,5 cm × 71 cm
13. Děvčátko: 1928, pastel, 62,5 cm × 35,5 cm, s rámem 69 cm × 41,5 cm
14. Portrét mulatky: 1928, olej
15. Nábřeží v Londýně: 1926, olej
16. Krystaly: 1935, olej
17. Ležící akt: 1929, olej
18. Alexandr Sacharov ve Fantastické burlesce: 1932, olej
19. Mlha: olej
20. Stojící ženský akt: 1926, olej
21. Portrét mulatky: 1929, olej
22. Pierre Maurele: 1928, pastel
23. Dívka s rezavým copem: 1927, olej
24. Pohled z mého ateliéru: 1927, olej
25. V cirkuse: 1933, olej
26. Děvče z Martinique: 1928, olej
27. Lydie Wisiaková: pastel
28. Harmonikář: 1924, pastel
29. Půlakt dívky z Martinique: 1928, olej
30. V Dobrušce: 1944, pastel, tužka, 27,5 cm × 41,5 cm
31. Stvoření světa: 1935, olej
32. Portrét tanečnice Lydie Wisiakové: 1930, olej
33. Mulatka: 1927, olej
34. Z Francie: olej, 50 cm × 60 cm
35. Portrét dívky: 1939, olej, olej na překližce, 32 cm × 28 cm
36. Vánoční kapr: 1859, linoryt, 14 cm × 9,5 cm
37. Zátiší: 1946, olej, 30,5 cm × 40,5 cm
38. Archeron: 1936, pastel, 31,5 cm × 38,5 cm
39. Akt: 1936, 54 cm × 37 cm
40. Čtenářka: olej, 60 cm × 46 cm
41. Pradleny: 1934, olej, 81 cm × 60,5 cm
42. Nahá dívka: 1928, pastel, 46 cm × 55 cm
43. Na Cestě: 1928, olej, 41 cm × 32,5 cm
44. Princezna Abriza: 1936, pastel, 48,8 cm × 32,4 cm
45. Akt: 1926, pastel, 50 cm cm × 27,3 cm
46. Acheron: 1936, pastel, 31,5 cm × 38,5 cm
47. Objetí: 1936, pastel, 48,0 cm × 31,6 cm
48. Prodavačka ovoce: 1933, pastel, 39,5 cm × 42,5 cm
49. Portrét: 1936, pastel, 52,5 cm × 44,3 cm
50. Chodec (Les ombres: Un marcheur): olej, 81 cm × 54 cm
51. Dívka: 1926, olej, 73,0 cm × 54,0 cm
52. Melancholická krajina: 1936, olej, 60 cm × 81,5 cm
53. Kostel sv. Václava z Domašínské ulice
54. Akt
55. Portrét
56. Obraz
57. Menhiry
58. Pohled z okna pařížského ateliéru
59. V ateliéru
60. Kompozice s pěti ženskými akty: 1924–1925, olej na plátně
61. Pohled z mého ateliéru: 1925, olej na plátně
62. Zátiší s ovocem a novinami: 1926, olej, plátno na kartonu
63. Londýn: 1926, pastel na papíře
64. Zátiší s citróny: 1926, olej na plátně
65. Z Edinburghu: 1926, dřevoryt na japanu
66. Žena s odhaleným ňadrem (Lydia Wisiak): 1929, olej na plátně
67. Podobizna mladšího bratra Udaye Shankara Rajendry
68. Uday Shankar (Tanec zaklínače hadů): 1934, olej na plátně
69. Dandulína (Spáč): 1938, pastel na papíře
70. Hrnčířský trh na Kampě: 1941, tužka a barevné křídy na papíře
71. Kytice z Říček: 1960, barevné křídy